# NGC 740
NGC 740 je galaksija u zviježđu Trokut.

## Vanjske poveznice
- SEDS: NGC 740